# Oberstrass (Stadt Zürich)
Oberstrass ist ein Quartier der Stadt Zürich. Die ehemals selbständige Gemeinde Oberstrass wurde 1893 eingemeindet und bildet heute zusammen mit Unterstrass den Kreis 6.

## Wappen

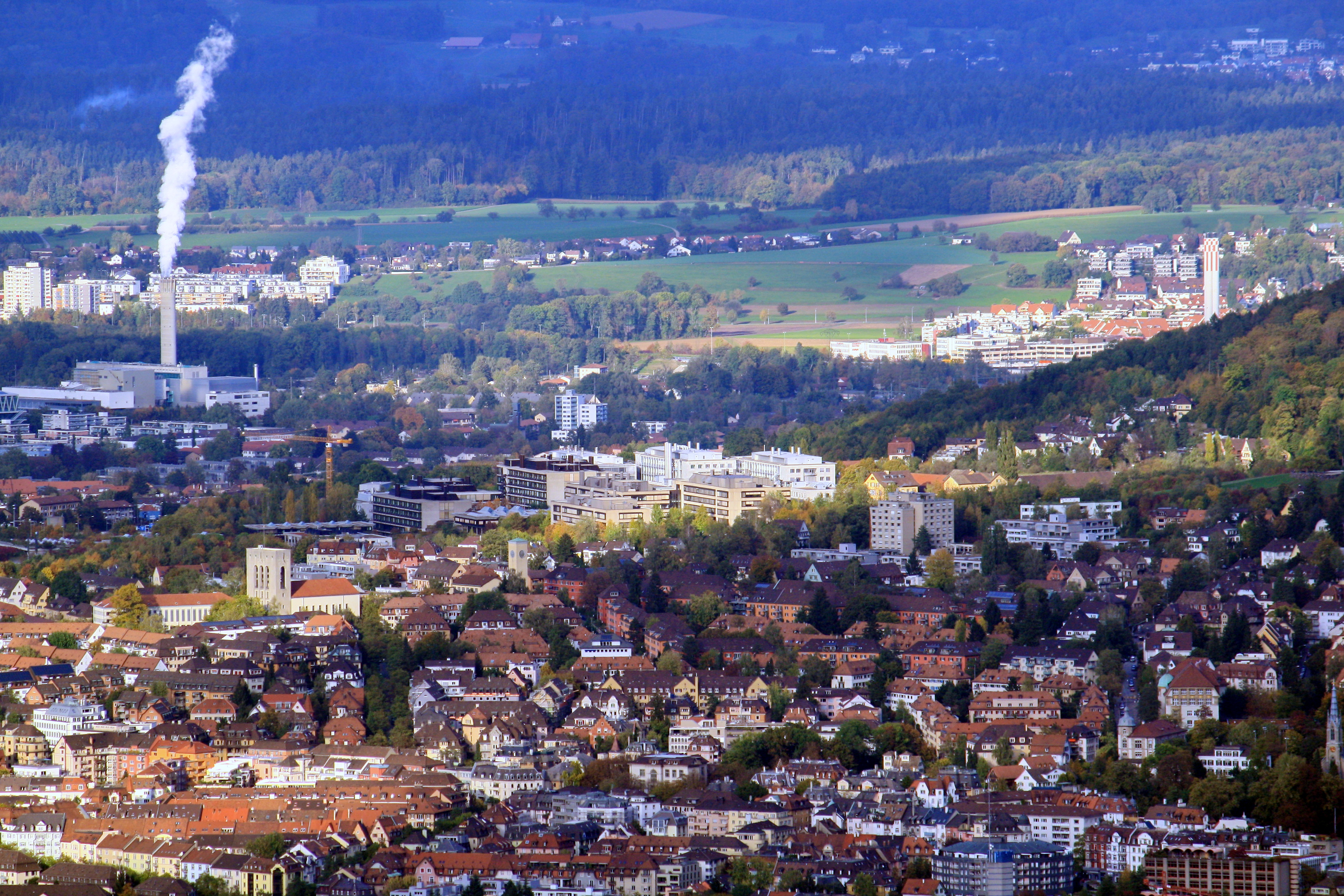
Oberstrass und Irchelpark-Campus, Oerlikon (links) und Seebach im Hintergrund, Ansicht vom Uetliberg

Blasonierung
In Blau der einstige Krattenturm mit silbernem Gemäuer und roten Dächern

Fahne von Oberstrass

## Name
Der Name leitet sich von der Oberen Strasse ab, die nach Winterthur führte. Ihr Pendant, die Niedere Strasse, begründete den Namen des Quartiers Unterstrass. Im Wappen ist der Krattenturm abgebildet.

## Geschichte

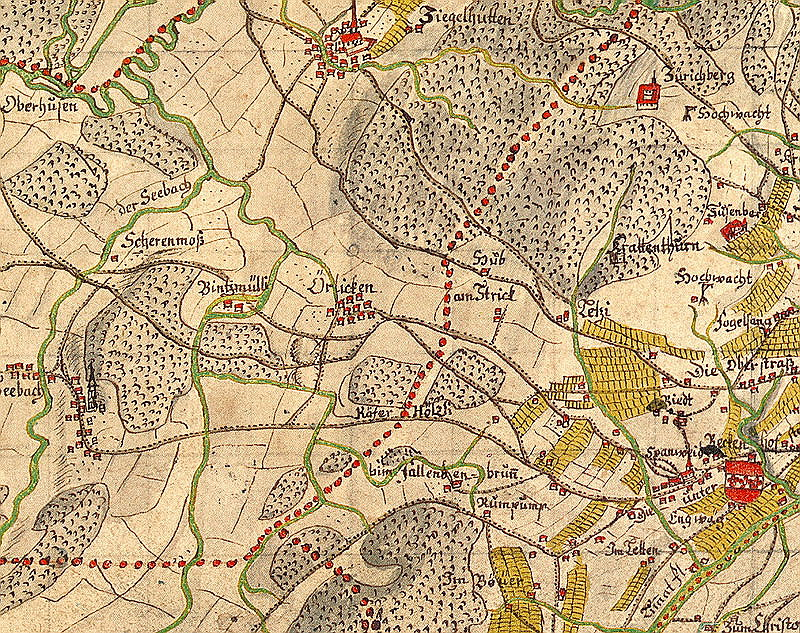
Oberstrass (rechts unten) und rechts oben das Kloster St. Martin auf dem «Gygerplan» (1667) von Hans Conrad Gyger

Schon im Mittelalter standen entlang der am Zürichberg verlaufenden oberen Strasse nach Winterthur einzelne Hofsiedlungen. Der Name Oberstrass als Ortsbezeichnung ist seit 1377 nachgewiesen. Vor 500 Jahren bewohnten Bauern und Rebleute das Siedlungsgebiet am Zürichberg; rund 25 Einzelhöfe waren damals auszumachen. Durch die Weitläufigkeit des Gebiets wurde eine Gemeindebildung nahezu verunmöglicht. Erschwerend kam der Einfluss des strengen Zunftreglements der Stadtregierung hinzu.
Als 1798 mit dem Einmarsch der französischen Revolutionstruppen in Zürich die Vogteiherrschaft aufgelöst wurde, konstituierte sich in Oberstrass eine demokratische Gemeindeverwaltung (Helvetische Republik). Ein Jahr später litt Oberstrass während der Schlachten bei Zürich unter den Besatzungstruppen aus Frankreich, Österreich und Russland.

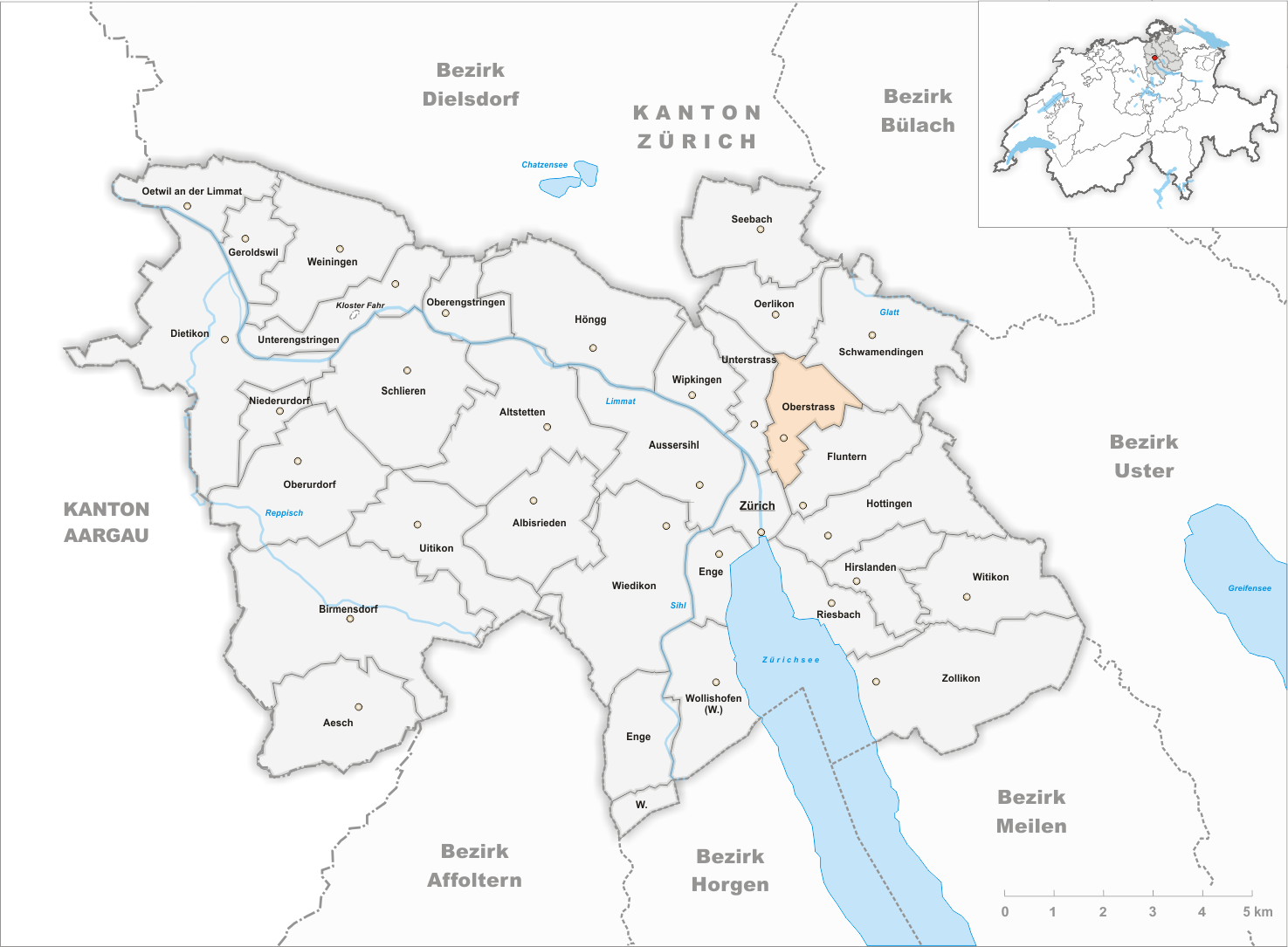
Gemeindestand vor der Eingemeindung am 1. Januar 1893

Während der Industrialisierung erlebte Oberstrass einen grossen Bevölkerungszuwachs. Meist waren es reiche Fabrikanten, die sich an die sonnigen Hänge des Zürichbergs zurückzogen und dort ihre Villen erbauten. Oberstrass konnte die wachsenden Bedürfnisse der rasant zunehmenden Bevölkerung nicht mehr alleine decken: 1893 erfolgte die Eingemeindung in die Stadt Zürich, der über 90 Prozent der Obersträssler zustimmten.
War Oberstrass Ende des 19. Jahrhunderts noch eine kleine Gemeinde, wo einige Häuser die Durchgangsstrasse säumten, lebten im Jahr 1950 bereits 15'000 Menschen im Quartier.

## Oberstrass heute
Oberstrass wird vielfach als «kleines Dorf auf dem Stadtgebiet» bezeichnet, da das Quartier  einige dörfliche Züge behalten hat. Heute ist Oberstrass, begünstigt durch die vielen Grünanlagen, die gute Infrastruktur und die Lage etwas oberhalb des Stadtkerns ein beliebtes Wohngebiet. An der Quartiergrenze zu Unterstrass liegt der Irchelpark, an den Teile der Universität Zürich und das Staatsarchiv des Kantons Zürich angrenzen.

## Bevölkerungsentwicklung des Quartiers
Quelle:Statistik & Daten: Oberstrass

### Kirchen

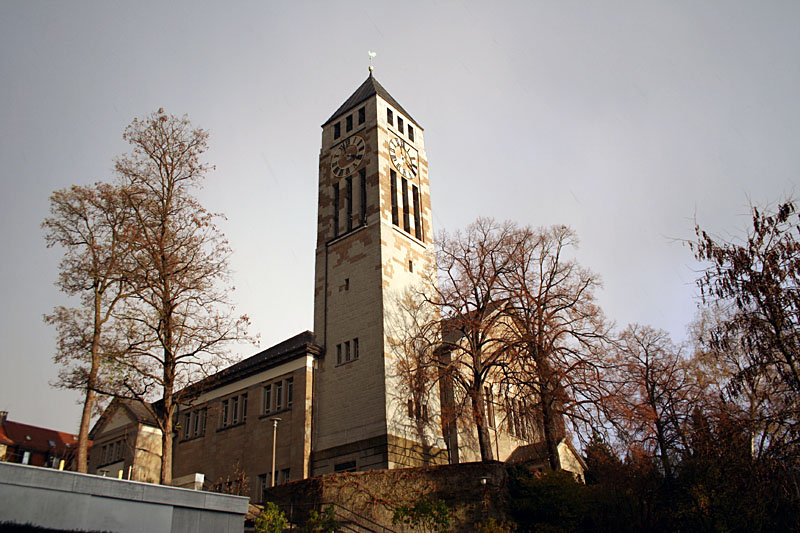
Die reformierte Kirche Oberstrass, erbaut 1908–1911, ist dank ihres wuchtigen Steinturms von weither sichtbar

Auf dem Gebiet von Oberstrass befinden sich zwei Kirchen:
- Die Evangelisch-reformierte Kirche Oberstrass wurde in den Jahren 1908–1910 nach Plänen der Architekten Otto Pfleghard und Max Haefeli erbaut, nachdem die bis auf das Jahr 1734 zurückgehende erste Kirche zu klein geworden war. Ihr Turm prägt das Ortsbild von Oberstrass.
- Die Russisch-Orthodoxe Kirche besitzt ihre Stadtzürcher Kirche auf dem Gebiet von Oberstrass. Die ehemalige Emmaus-Kapelle der Pilgermission St. Chrischona wurde 2002 nach einem Umbau als Christi-Auferstehungs-Kirche eingeweiht.

### Verkehr und Wirtschaft

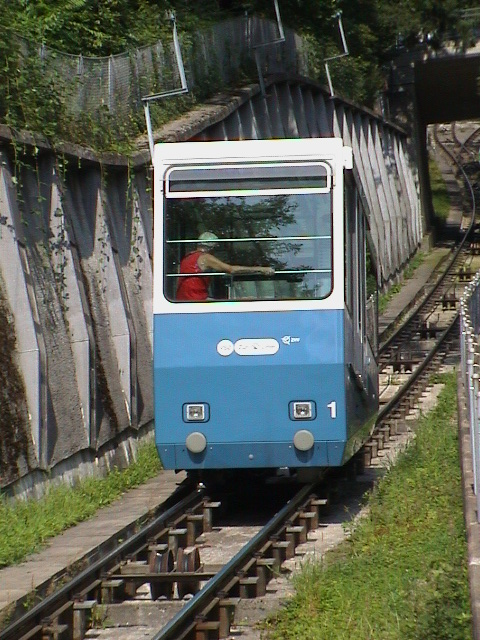
Seilbahn Rigiblick

Der Rigiplatz an der Universitätstrasse, der ehemaligen oberen Strasse, ist das verkehrstechnische und wirtschaftliche Zentrum des Quartiers. Hier treffen sich die Tramlinien 9 und 10, die Trolleybuslinie 33 sowie die auf den Zürichberg führende Seilbahn Rigiblick. Zusätzlich haben sich entlang des nahegelegenen Abschnitts der Universitätstrasse diverse Spezialitätengeschäfte und weitere Gewerbebetriebe niedergelassen.

### Meinung der Bevölkerung
Basierend auf einer Einwohnerbefragung ist erkennbar, dass Oberstrass in puncto Wohnqualität in der Stadt Zürich einen Spitzenplatz belegt. 88 Prozent der Einwohner von Oberstrass sind sowohl mit ihrer Wohnumgebung als auch mit der eigenen Wohnung zufrieden. Damit nimmt Oberstrass vor Friesenberg und Witikon den ersten Platz ein. Zudem betrachtet die Bevölkerung von Oberstrass Drogen- und Kriminalitätsprobleme in ihrem Quartier nicht als akut.

### Quartierverein Oberstrass

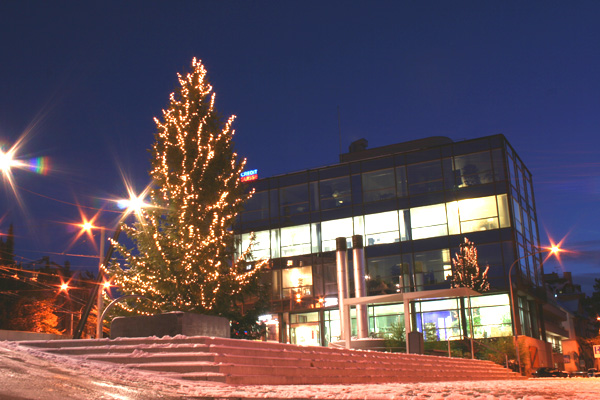
Der im Jahr 2003 renovierte Rigiplatz zur Weihnachtszeit, im Hintergrund das Credit-Suisse-Gebäude

Der 1897 gegründete Quartierverein Oberstrass versucht, die Verbindung zwischen Behörden und Bevölkerung zu schaffen und die Lebensqualität im Quartier trotz diverser baulicher und verkehrstechnischer Massnahmen zu erhalten und sie mittels diversen Festen und Attraktionen zu fördern. Er organisiert auch die grösste Veranstaltung des Quartiers, den alljährlich im Juni stattfindenden Oberstrass-Määrt.
Heute verfügt der Quartierverein Oberstrass (QVO), zurzeit unter der Leitung von Präsidentin Christine van Merkesteyn, über mehr als 900 Mitglieder.

## Persönlichkeiten
- Der Pianist, Komponist und Dirigent Ferruccio Busoni lebte zeitweilig an der Scheuchzerstrasse 36.
- Das Grab des Deutschen Schriftstellers Georg Büchner befindet sich auf dem Germaniahügel.
- Der Schweizer Schriftsteller Heinrich Federer wohnte während seiner letzten Jahre an der Bolleystrasse 44.
- Der Lehrer Liedtexter und Schriftsteller in Zürichdeutsch Rudolf Hägni lebte in Oberstrass.
- An der Haldenbachstrasse 12 wohnte der irische Schriftsteller James Joyce und schrieb an seinen Romanen.
- Mileva Marić, die erste Frau von Albert Einstein, hatte die Liegenschaft an der Huttenstrasse 62 erworben und lebte bis zu ihrem Tod im Quartier.
- Der österreichische Physiker Erwin Schrödinger lebte von 1921 bis 1927 an der Huttenstrasse 9.
- Der russische Schriftsteller Alexander Issajewitsch Solschenizyn lebte in einer städtischen Liegenschaft an der Stapferstrasse 45.
- Der Schweizer Schriftsteller Bernhard von Arx lebte bis zum Ende der 1970er-Jahre an der Letzistrasse in diesem Quartier.
- Leonhard Widmer, der Dichter des Schweizerpsalms, lebte an der Winterthurerstrasse 25.
- Der Dichterpfarrer William Wolfensberger wurde am 16. November 1913 in der Kirche von Oberstrass zum Pfarrdienst ordiniert.